# Zepp
Zepp são um grupo de casas de shows japonesas que cobrem grande parte do país. Os salões Zepp abrigam muitas turnês internacionais e também são uma parada popular entre os músicos japoneses. Cada local leva o nome Zepp ao lado do nome da cidade em que está localizado, com algumas exceções. A empresa Zepp é uma subsidiária da Sony Music Entertainment Japan.

## História
A primeira casa de show Zepp fundada foi o Zepp Sapporo, em abril de 1998. Em seguida, abriu-se o Zepp Osaka em novembro, atualmente fechado. Em março do ano seguinte, foi aberta uma casa em Tóquio, na ilha artificial de Odaiba. Em junho, foi fundado o Zepp Fukuoka, sendo a maior casa de shows da cidade, com capacidade para 2,000 pessoas.
Em fevereiro de 2017, foi aberto o Zepp Osaka Bayside. Neste ano, iniciaram-se planos para expandir as casas Zepp para fora do Japão, patrocinado pelo Cool Japan Fund. A primeira casa internacional aberta foi o Zepp@Bigbox em Singapura, em junho no mesmo ano. Em 2018 foi reaberto o Zepp Fukuoka.
Em 2020, foi fundada uma casa em Yokohama. Fora do Japão, foi aberto um Zepp em Nova Taipé em abril e outro em Kuala Lumpur, na Malásia, no final do ano.
No meio de 2021, foi anunciado que o Zepp Tokyo fecharia as portas em 1 de janeiro de 2022. Em seus 23 anos aberto, recebeu cerca de 13 milhões de visitantes e sediou mais de 6 mil shows. Em abril de 2023, foi aberto o Zepp Shinjuku no distrito de mesmo nome, com um espaço menor do que o de costume das casas Zepp.

## Localizações

### Atualmente
| Nome               | Localização           | Aberto                  | Capacidade                              |
| Zepp Sapporo       | Sapporo               | Abril de 1998           | 2.009 (público geral) 723 (reservado)   |
| Zepp Nagoya        | Nagoia                | Março de 2005           | 1.864 (público geral) 741 (reservado)   |
| Zepp DiverCity     | Tóquio                | Abril de 2012           | 2.473 (público geral) 1.102 (reservado) |
| Zepp Namba         | Osaka                 | Abril de 2012           | 2.513 (público geral) 1.206 (reservado) |
| Zepp Osaka Bayside | Osaka                 | 17 de fevereiro de 2017 | 2.801 (público geral) 1.198 (reservado) |
| Zepp Fukuoka       | Fukuoka               | 7 de dezembro de 2018   | 1.526 (público geral)                   |
| KT Zepp Yokohama   | Yokohama              | 2020                    | 2.000                                   |
| Zepp Haneda        | Tóquio                | 2020                    | 2,925 (público geral) 1,207 (reservado) |
| Zepp New Taipei    | Nova Taipé, Taiwan    | 2020                    | 2.200                                   |
| Zepp Kuala Lumpur  | Kuala Lumpur, Malásia | 26 de maio de 2022      | 2.500                                   |
| Zepp Shinjuku      | Tóquio                | 17 de abril de 2023     | 1.500                                   |

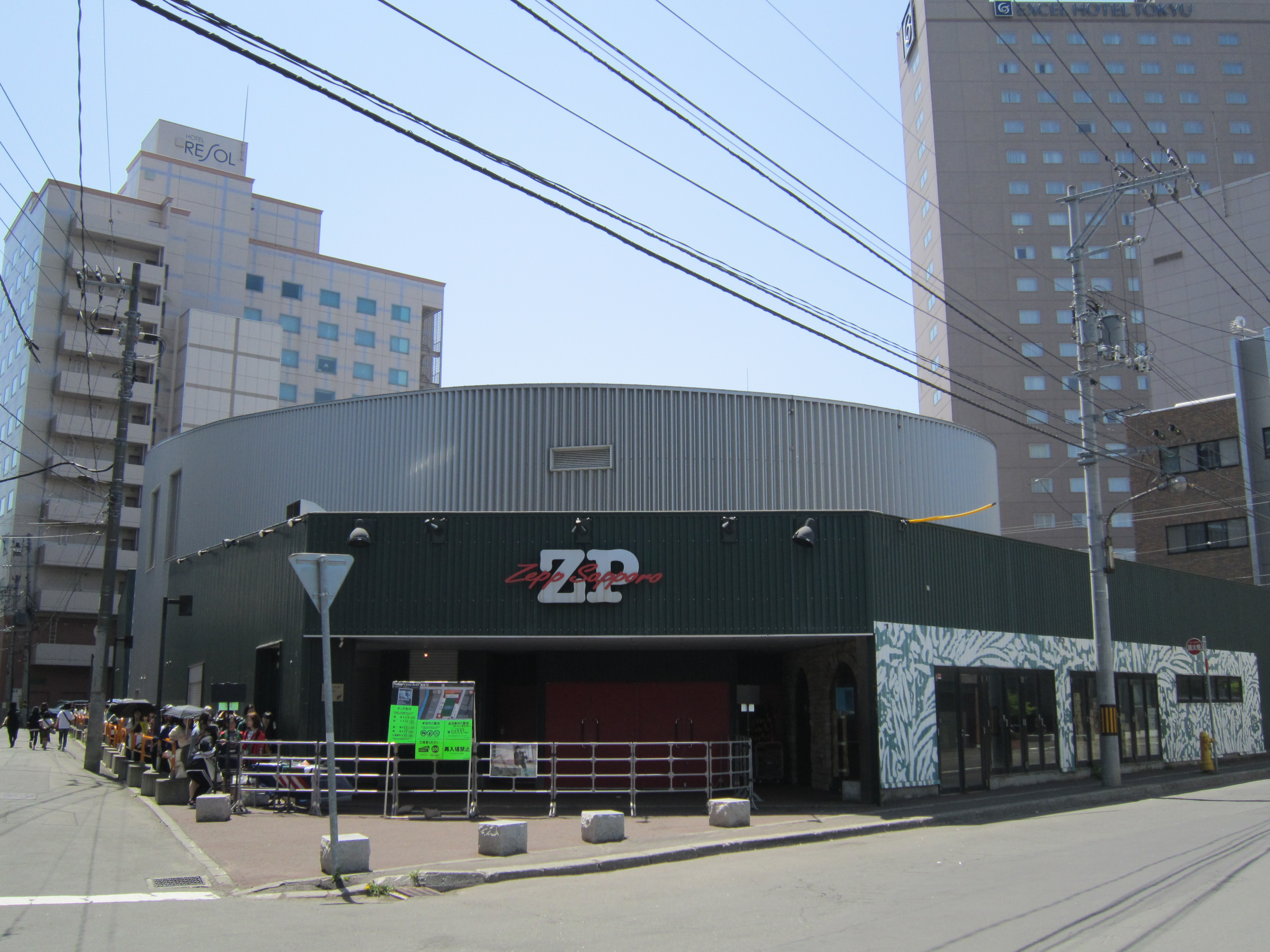
Zepp Sapporo
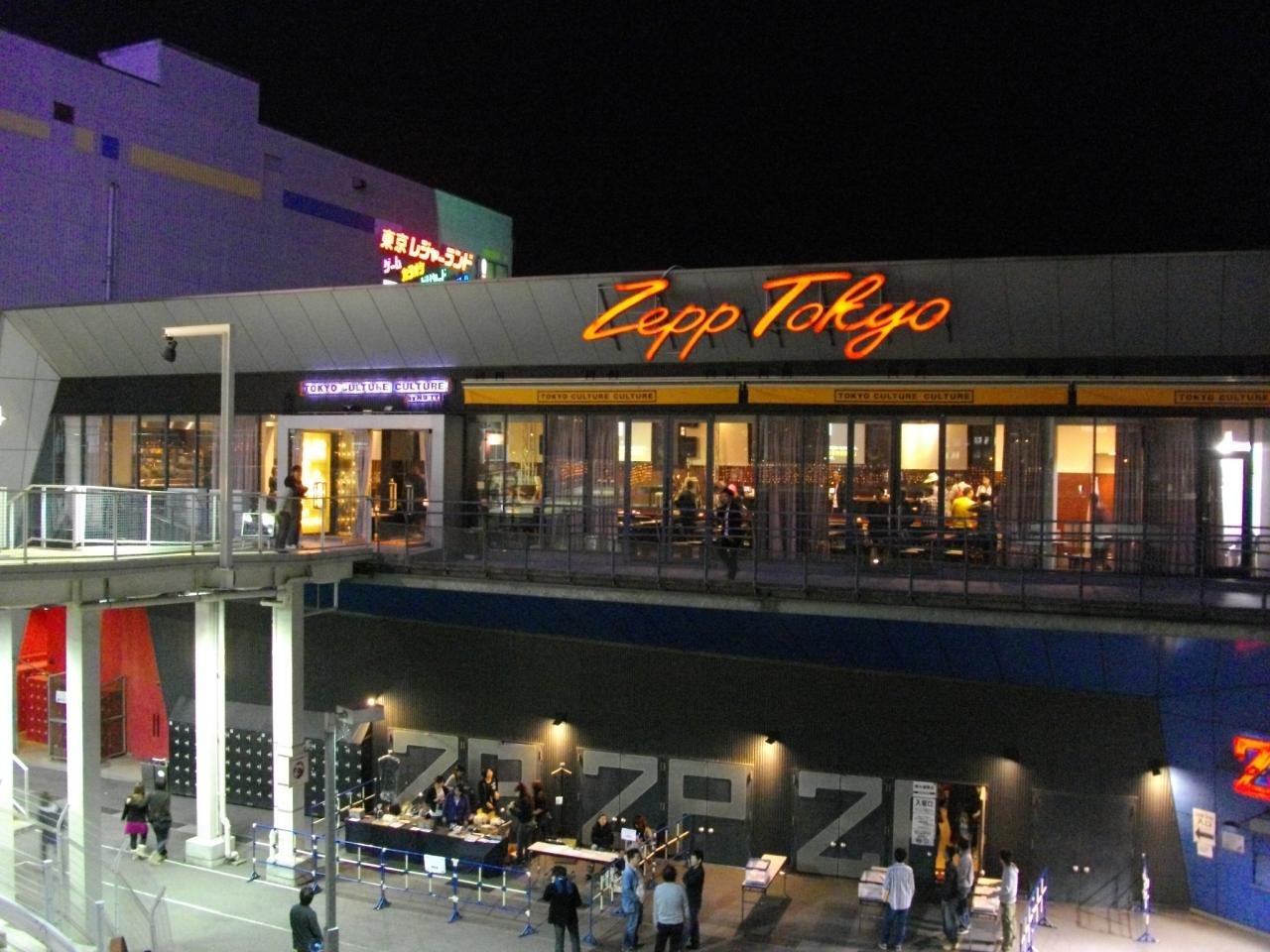
Zepp Tokyo
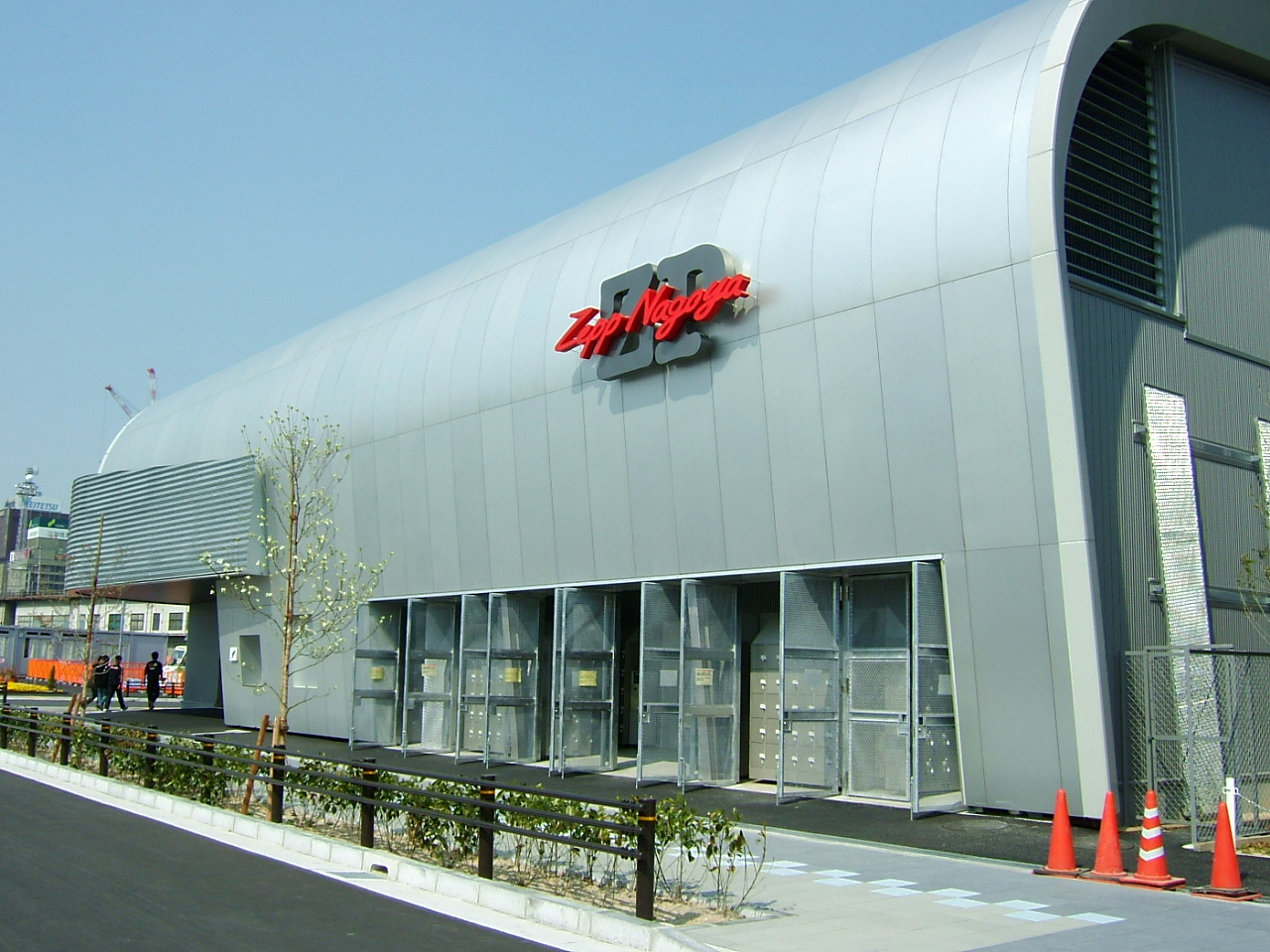
Zepp Nagoya
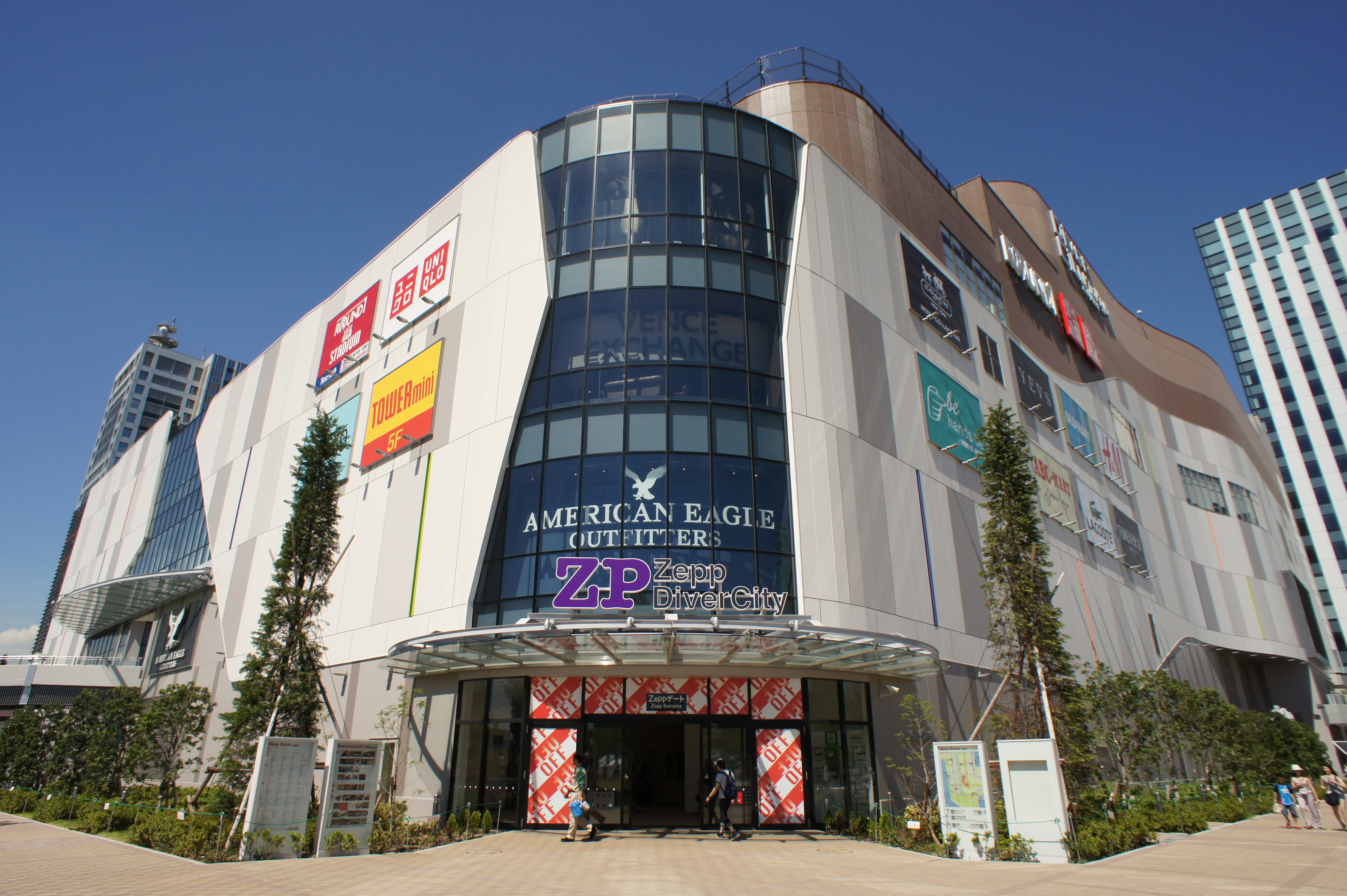
Zepp DiverCity
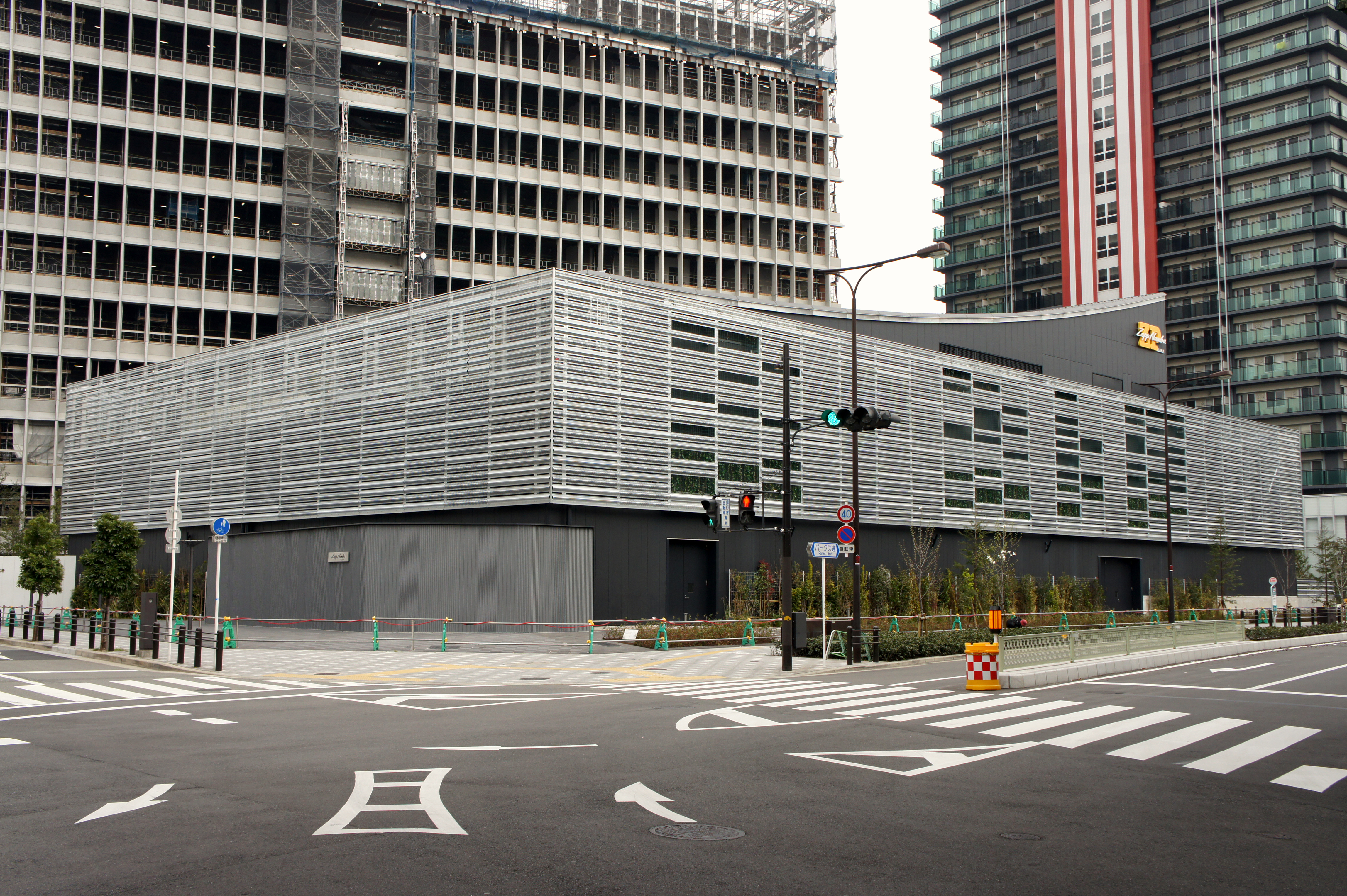
Zepp Namba

### Antigo
| Nome                       | Localização       | Aberto em           | Fechado em           | Capacidade                              |
| Zepp Osaka                 | Osaka             | Novembro de 1998    | Abril de 2012        | 2.200                                   |
| Zepp Fukuoka               | Fukuoka           | Junho de 1999       | Maio de 2015         | 2.001                                   |
| Zepp Sendai                | Sendai            | Junho de 1999       | Maio de 2012         | 1.500                                   |
| Zepp Blue Theatre Roppongi | Tóquio            | Janeiro de 2015     | Novembro de 2017     | 901                                     |
| Zepp@BigBox                | Jurong, Singapura | 5 de junho de 2017  | 4 de outubro de 2019 | 2.333 (podia ser expandido para 4,032)  |
| Zepp Tokyo                 | Tóquio            | 20 de março de 1999 | 1 de janeiro de 2022 | 2.709 (público geral) 1.200 (reservado) |

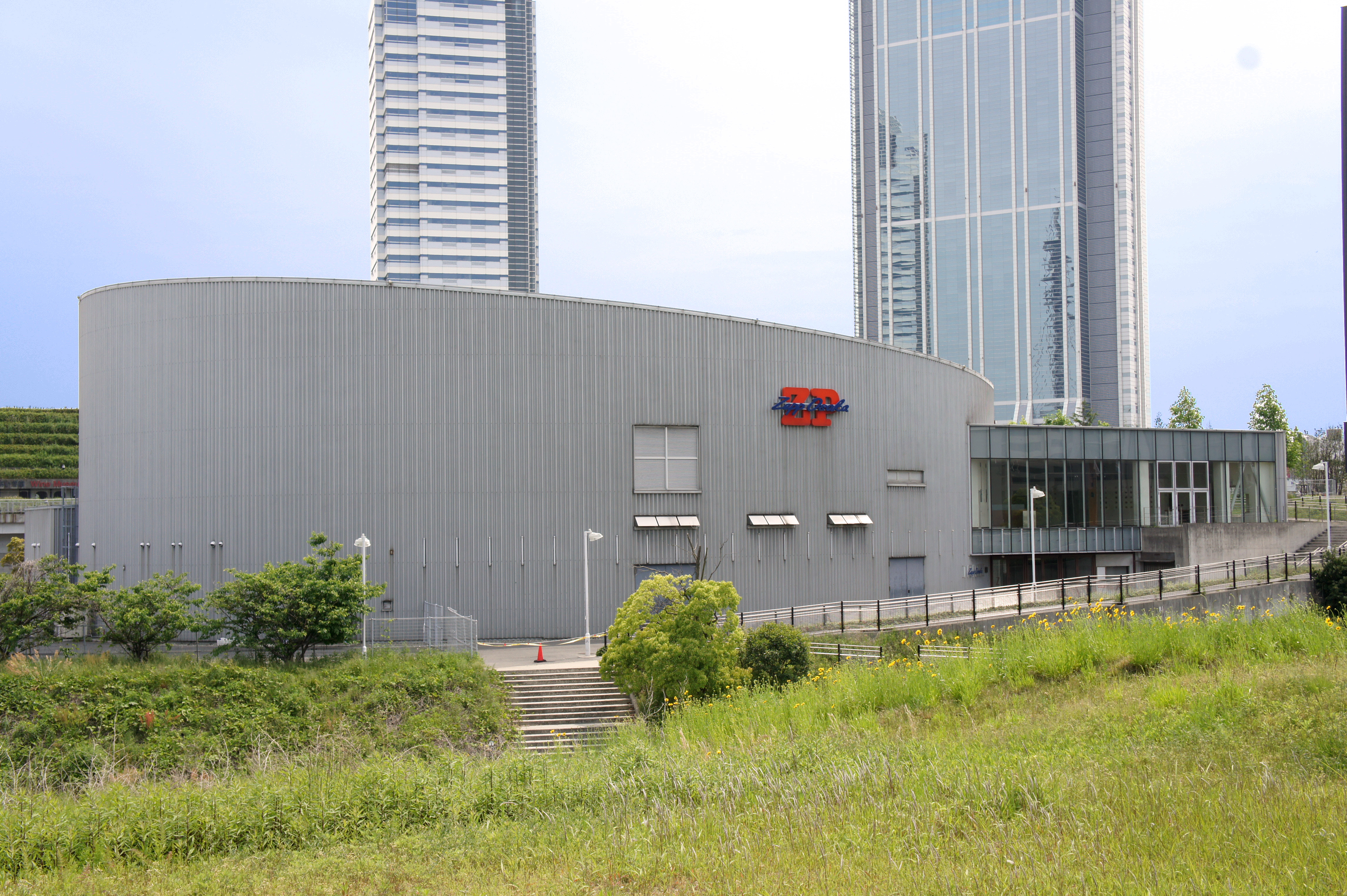
Local onde foi o Zepp Osaka
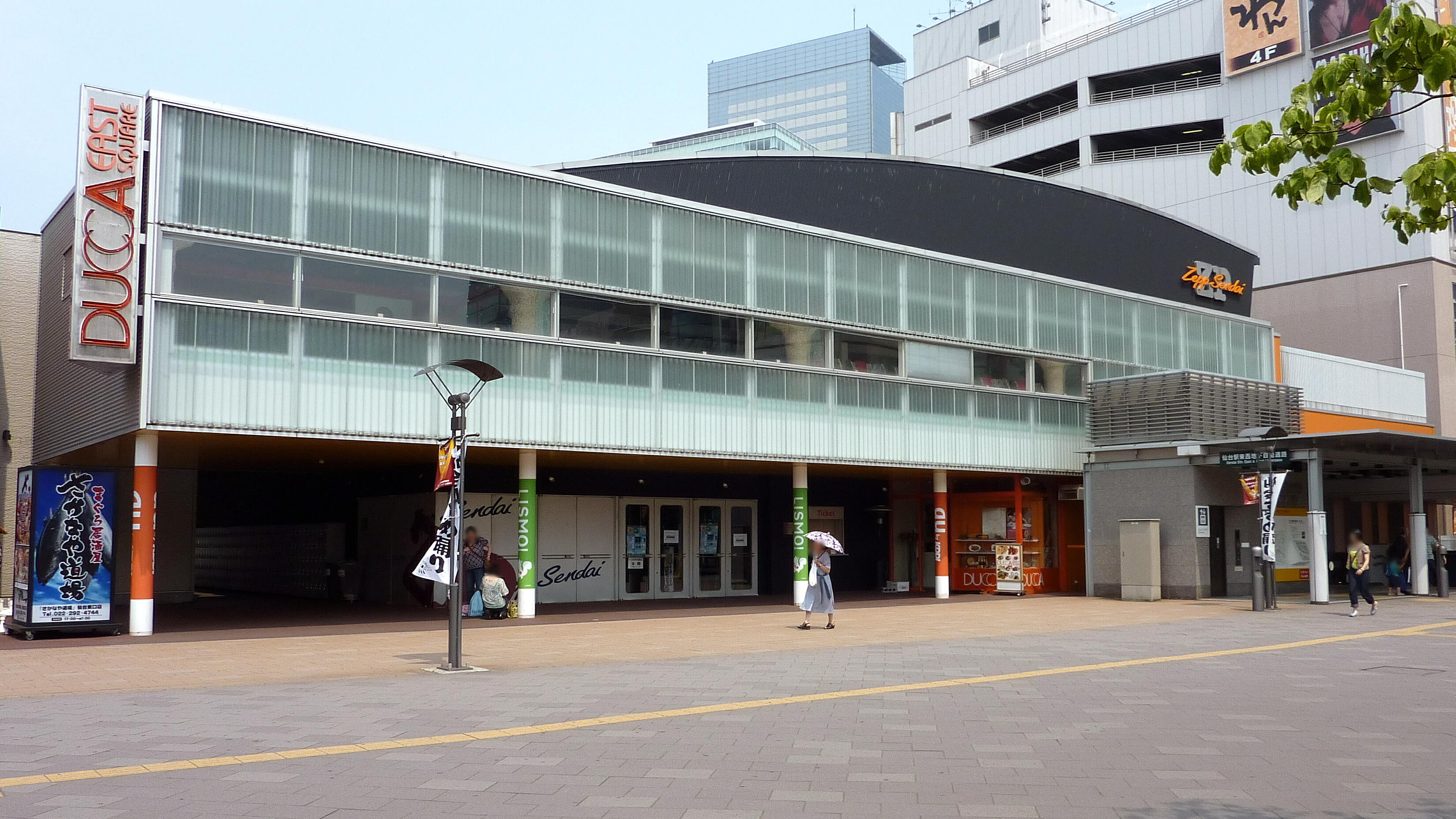
Zepp Sendai, agora fechado
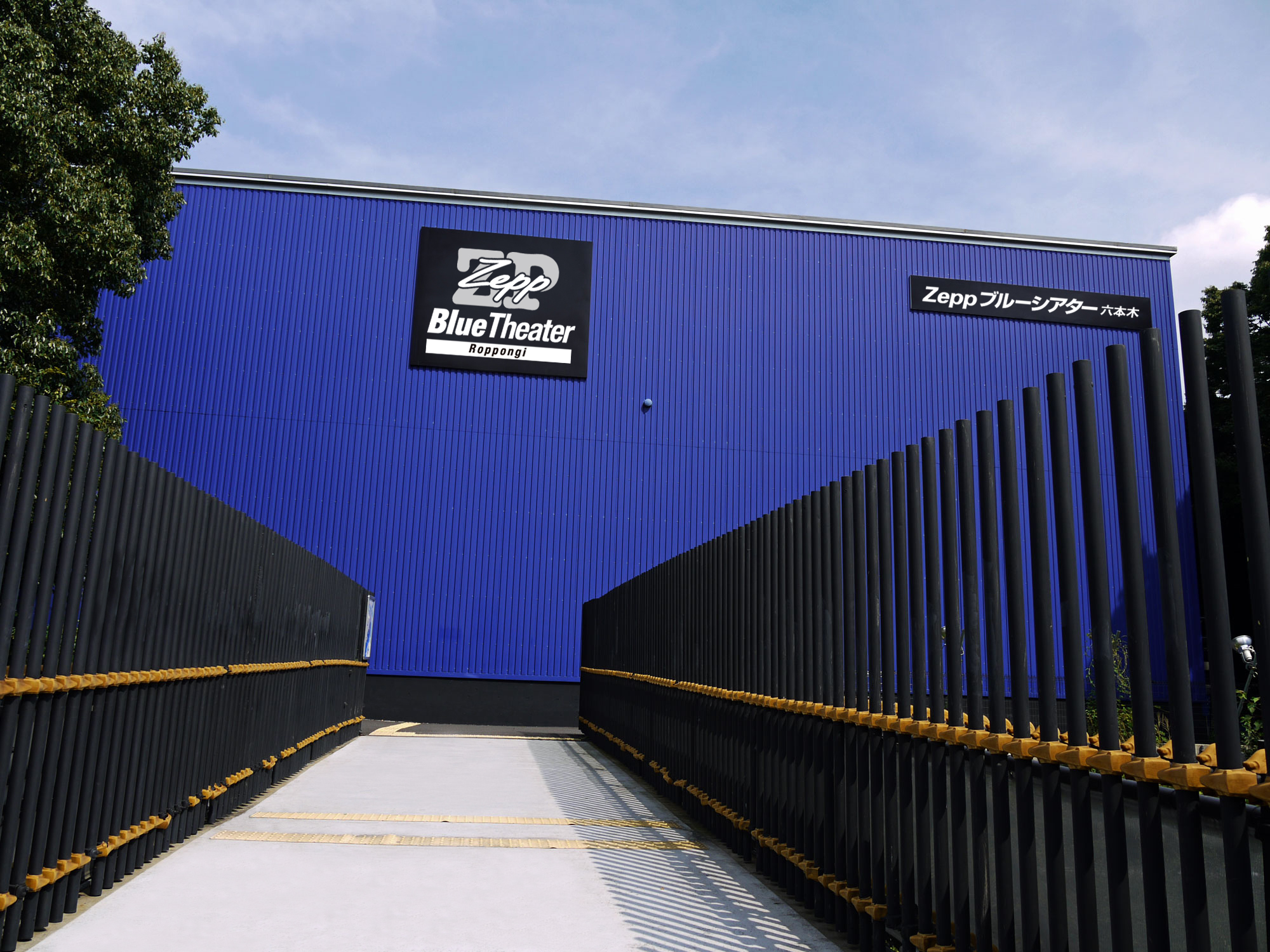
O antigo Zepp Blue Theatre Roppongi